# Загорный (Белгородская область)
Загорный — посёлок в Губкинском районе Белгородской области России. Входит в состав Сергиевской территориальной администрации.

## История
В 1968 г. указом президиума ВС РСФСР поселок фермы № 2 совхоза «Бабровский» переименован в Загорный.

## Население
| 2002 | 2010 | 2011 | 2013 | 2015 | 2016 |
| ---- | ---- | ---- | ---- | ---- | ---- |
| 0    | ↗2   | →2   | →2   | →2   | →2   |